# Рак Ярослав Антонович
Рак Ярослав Антонович  (псевдо «Мортик»; 29 липня 1908, Винники — 8 листопада 1989, Нью-Йорк) — український пластовий і політичний діяч, правник.
Один з перших членів ОУН, яка була покликана до життя і дії 1929 р. і ставила своє завдання в такий спосіб: «Здобудеш Українську державу, або згинеш у боротьбі за неї».

## Життєпис

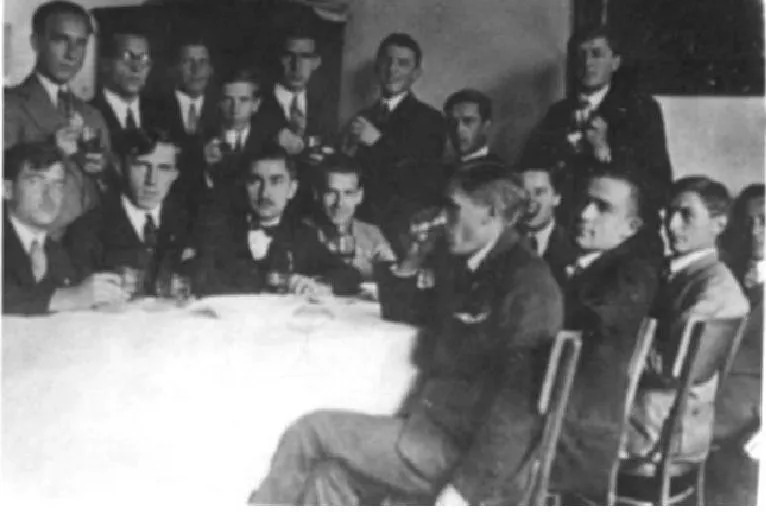
Курінна рада пластового куреня «Червона Калина». Сидять зліва направо: Степан Охримович, Володимир Калинович, Володимир Ерденберґер, Євген Пеленський, Богдан Чехут, Осип Грицак, Роман Ерденберґер, Степан Новицький, Михайло Поточняк. Стоять зліва направо: Осип Тюшка, Н, Остап Каратницький, Степан Бандера, Юліан Гошовський, Ярослав Рак, Ярослав Падох, Роман Щуровський. Львів, «Академічний дім», 21 жовтня 1928 р.

Батько — Рак Антін — громадський діяч у Винниках, Тернополі, Любачеві, Стрию й у Львові. Мати — Рак Софія — українська громадська діячка в Галичині.
У 1930-х роках член Українського Спортового Союзу у Львові і голова Українського Студентського Спортового клубу.

### Діяльність в ОУН
У 1931 на посту зв'язкового між крайовим і закордонним проводом ОУН. Ярослав Рак відповідав за доправлення нелеґальної літератури і зброї з-за кордону до Галичини. Успішно закінчив студії права у Львівському університеті.
Заарештований польською поліцією та засуджений на Варшавському процесі (тривав з 18 листопада 1935 по 13 січня 1936 року) до 7 років ув'язнення.
Вийшов на волю у вересні 1939 року. У 1939–1941 рр. — так звана перша еміґрація у Кракові (проходження кількамісячних підстаршинських курсів). На тих військових курсах були ще: Степан Бандера, Іван Климів-Леґенда, д-р Врецьона, Остап Савчинський, Василь Кук, Дмитро Мирон і інші.
Його головним заняттям було виховання молоді. Він був у 1939–1940 рр. керівник відділу молоді УЦК у Кракові. З 1940 р. Ярослав Рак належав до Революційного Проводу ОУН, що його створив Степан Бандера, й був учасником Другого Великого Збору ОУН у Кракові в 1941 р.(квітень).

### У німецькому полоні
1941 р. — в'язень Монтелюпіх у Кракові.
30 вересня 1942 року його перевели до німецького табору Аушвіц. Це було після слідства у справі смерті двох братів Степана Бандери, яких закатували поляки. Звільнення на волю — 19 грудня 1944 року на саме День святого Миколая. Разом з ним були звільнені: Степан Ленкавський, Лев Ребет, Михайло Кравців і Микола Климишин.

### На еміґрації
На еміґрації займався виховною роботою з молоддю. Бере активну участь у відновленні Пласту й заснованні СУМу. 1945-48 рр. — керівник відділу молоді ЦПУЕ в Німеччині.
Переїжджає до США. Тут він продовжував свою працю з молоддю у Пласті і у Виховних комісіях (1945–1953 рр. — член Головної Пластової Старшини).
У 1960-х рр. був головою Головної Ради ОУН, дбав про правопорядок в Організації (керівник — Я. Стецько).
З 1970 р. голова Координаційної Виховно-Освітньої ради при Українському Конгресовому Комітеті Америки і член Теренового Проводу ОУН.